# Paul Goldschmidt
Paul Edward Goldschmidt (ur. 10 września 1987) – amerykański baseballista występujący na pozycji pierwszobazowego w St. Louis Cardinals.

## Przebieg kariery

### Arizona Diamondbacks
Goldschmidt studiował na Texas State University–San Marcos w San Marcos, gdzie w latach 2007–2009 grał w drużynie uniwersyteckiej Texas State Bobcats. W 2009 został wybrany w ósmej rundzie draftu przez Arizona Diamondbacks i początkowo występował w klubach farmerskich tego zespołu, między innymi w Mobile BayBears, reprezentującym poziom Double-A. W Major League Baseball zadebiutował 1 sierpnia 2011 roku w meczu przeciwko San Francisco Giants, w którym zaliczył uderzenie.
W trzecim spotkaniu z Milwaukee Brewers, rozgrywanego w ramach National League Division Series, zdobył zwycięskiego grand slama, jednocześnie stając się trzecim debiutantem w historii MLB, który dokonał tego osiągnięcia w postseason. W marcu 2013 podpisał nowy, pięcioletni kontrakt wart 32 miliony dolarów.
16 lipca 2013 po raz pierwszy w karierze wystąpił w Meczu Gwiazd, w którym zaliczył double. W sezonie 2013 zwyciężył w National League w klasyfikacji pod względem zdobytych home runów (36) i zaliczonych RBI (125), a także zdobył Złotą Rękawicę i otrzymał nagrodę Silver Slugger Award. 17 maja 2014 w wygranym przez D-backs 18–7 meczu z Los Angeles Dodgers, rozegranym na Chase Field, zdobył dwa home runy, ustanowił rekord kariery zaliczając 6 RBI i rekord klubowy zdobywając 5 runów.

### St. Louis Cardinals
5 grudnia 2018 w ramach wymiany zawodników przeszedł do St. Louis Cardinals.

## Nagrody i wyróżnienia
| Nagroda/wyróżnienie     | Lata                               | Źródło      |
| 6× All-Star             | 2013, 2014, 2015, 2016, 2017, 2018 | [ 1 ] [ 4 ] |
| 3× Gold Glove Award     | 2013, 2015, 2017                   | [ 1 ] [ 5 ] |
| 4× Silver Slugger Award | 2013, 2015, 2017, 2018             | [ 6 ]       |
| NL Hank Aaron Award     | 2013                               | [ 9 ]       |